# Apostolicae sedis moderationi
Apostolicæ Sedis Moderationi je papeška bula, ki jo je napisal papež Pij IX. 12. oktobra 1869.
Bula se primarno nanaša na kanonsko pravo; v buli je papež napisal pravila glede cenzure in rezervacije znotraj Rimskokatoliške Cerkve. Deli dokumenta govorijo tudi o prostozidarstvu.